# Сан-Кристобаль (Боливар)
Сан-Кристобаль (исп. San Cristóbal) — город и муниципалитет на севере Колумбии, на территории департамента Боливар.

## Географическое положение

Муниципалитет Сан-Кристобаль

Город расположен в северной части департамента, в пределах Прикарибской низменности, на западном берегу канала Дике, на расстоянии приблизительно 42 километров к востоку от города Картахена, административного центра департамента. Абсолютная высота — 7 метров над уровнем моря.
Муниципалитет Сан-Кристобаль граничит на западе и юго-западе с территорией муниципалитета Соплавьенто, на юго-востоке — с муниципалитетом Каламар, на севере и северо-востоке — с территорией департамента Атлантико. Площадь муниципалитета составляет 48 км².

## Население
По данным Национального административного департамента статистики Колумбии, совокупная численность населения города и муниципалитета в 2015 году составляла 6669 человек.
Динамика численности населения муниципалитета по годам:
| 2005 | 2006 | 2007 | 2008 | 2009 | 2010 | 2011 | 2012 | 2013 | 2014 | 2015 |
| ---- | ---- | ---- | ---- | ---- | ---- | ---- | ---- | ---- | ---- | ---- |
| 6561 | 6553 | 6563 | 6566 | 6581 | 6598 | 6607 | 6623 | 6643 | 6653 | 6669 |

Согласно данным переписи 2005 года мужчины составляли 51,1 % от населения Сан-Кристобаль, женщины — соответственно 48,9 %. В расовом отношении белые и метисы составляли 72 % от населения города; негры, мулаты и райсальцы — 28 %.
Уровень грамотности среди всего населения составлял 86,6 %.

## Экономика
77,8 % от общего числа городских и муниципальных предприятий составляют предприятия торговой сферы, 14,8 % — предприятия сферы обслуживания, 3,7 % — промышленные предприятия, 3,7 % — предприятия иных отраслей экономики.